# Полетаев, Виктор Евгеньевич
Виктор Евгеньевич Полетаев (род. 27 июля 1995, Челябинск, Челябинская область) — российский волейболист, диагональный волейбольного клуба «Зенит» (Санкт-Петербург) и сборной России. Заслуженный мастер спорта России (2021).

## Биография
Родился 27 июля 1995 года в городе Челябинск, до 5-го класса учился в лицее № 37, откуда по просьбе тренера перешел в спортивный класс средней общеобразовательной школы № 99, где уже были собраны подопечные первого тренера Виктора по волейболу — Людмилы Алексеевны Тимофеевой. В 2013 году поступил на заочную форму обучения в Поволжскую государственную академию физической культуры, спорта и туризма (ПГАФКСТ) в городе Казань.
Изначально Виктор Полетаев не рассматривал волейбол приоритетным для себя видом спорта. Таковым была легкая атлетика, в которую чуть было не ушёл, если бы не один случай. Прогуливаясь со своими родителями по Челябинску, они случайно встретили Тимофееву Людмилу Алексеевну, которая пригласила его посетить несколько тренировок. После них 8-летний мальчик принял решение в пользу волейбола.
В подростковом возрасте потенциал Виктора в волейболе начал стремительно проявляться. Ярко выступая на областных и российских соревнованиях за свою первую команду — СДЮШОР № 12, он заинтересовал собой скаутов профессиональных клубов. В преддверии сезона 2012—2013 Молодёжной волейбольной лиги Виктор Полетаев подписал свой первый контракт с молодёжным клубом казанского "супер гранда" ВК «Зенит».
На Виктора Полетаева обратили внимание тренеры юниорской сборной России. В том же сезоне 2012—2013 он был отправлен в расположение юниорской сборной для подготовки к своему первому чемпионату Европы в карьере, на котором подопечные Александра Карикова (тренера юниорской сборной России) стали чемпионами, причем Виктор Полетаев был капитаном команды и стал самым ценным игроком турнира. Летом 2013 года, Виктор в ранге капитана сборной России, отправился с командой на юниорский чемпионат мира в Мексику, где также стал чемпионом. После Виктор отправился в Турцию на Чемпионат мира, но уже с молодёжной сборной России для игроков не старше 1993 года рождения, будучи при этом младше их на два года. Он стал чемпионом мира в этой категории, а также был признан самым ценным игроком турнира.
Сезон 2013—2014 для игрока выдался не менее успешным. Набравшись опыта в молодёжных командах, Виктор Полетаев по решению тренерского совета во главе с Владимиром Алекно (он же главный тренер волейбольного клуба Зенит-Казань), перебирается в основную команду казанского супер гранда. В её составе он завоевал первый в своей карьере титул чемпиона России, заменив в «Финале шести» чемпионата России травмированного Максима Михайлова. Чуть позже, в межсезонье, Виктор отправился с молодёжной сборной России на чемпионат Европы, на котором завоевал с командой золотые медали.
В июне 2015 года в составе второй сборной России Виктор Полетаев выиграл бронзовую медаль на Европейских играх в Баку, в середине июля был вызван Владимиром Алекно в первую сборную, а 8 сентября в Хамамацу провёл дебютный официальный матч за национальную команду на Кубке мира.
С осени 2016 года Виктор Полетаев выступает на правах аренды за кемеровский «Кузбасс». В сезоне-2016/17 стал самым результативным игроком регулярного чемпионата, но из-за травмы колена пропустил матчи плей-офф и сезон в сборной.
В июле 2018 года в составе сборной России завоевал золото первого в истории турнира Лиги наций 2018. Спустя год, в июле 2019 года повторил успех, выиграв со сборной России турнир Лиги наций 2019.

## Физические параметры
- Рост: 197 см.
- Вес: 84 кг.
- Высота атаки: 373 см[8].
- Высота блока: 360 см.
- Игровая рука: левая.

## Достижения

### В сборных
- Чемпион Европы среди юношей (2013).
- Чемпион мира среди юношей (2013)[3][9].
- Чемпион мира среди молодёжных команд (2013).
- Чемпион Европы среди молодёжных команд (2014)[10].
- Бронзовый призер Европейских игр (2015).
- Победитель Лиги наций (2018, 2019).
- Серебряный призёр Олимпийских игр (2021).

### Клубные
- Победитель Лиги чемпионов (2014/15, 2015/16).
- Чемпион России (2014/15, 2015/16,2018/19)[11].
- Обладатель Кубка России (2014,2015,2016).
- Обладатель Суперкубка России (2015,2016,2019).
- Обладатель Кубка Сибири и Дальнего Востока (2018).
- Финалист клубного чемпионата мира (2016).
- Финалист Кубка России (2017).
- Бронзовый призёр чемпионата России (2019/20)
- Полуфиналист Кубка ЕКВ (2018/19)

### Индивидуальные
- Самый ценный игрок чемпионата Европы среди юношей (2013)[2].
- Лучший диагональный чемпионата мира среди юношей (2013).
- Самый ценный игрок чемпионата мира среди мужских молодёжных команд (2013)[5].

## Награды
- Медаль ордена «За заслуги перед Отечеством» I степени (11 августа 2021 года) — за большой вклад в развитие отечественного спорта, высокие спортивные достижения, волю к победе, стойкость и целеустремленность, проявленные на Играх XXXII Олимпиады 2020 года в городе Токио (Япония)[12].